# 주두바이 대한민국 총영사관
주두바이 대한민국 총영사관(아랍어: القنصلية العامة لجمهورية كوريا في دبي)은 아랍에미리트 두바이에 위치하고 있는 대한민국 총영사관이다. 2008년 3월 12일에 정식 개관한 이 공관은 두바이 토후국, 샤르자 토후국, 아지만 토후국, 라스알카이마 토후국, 움알쿠와인 토후국, 푸자이라 토후국을 영사 관할 구역으로 한다.

## 같이 보기
- 대한민국-아랍에미리트 관계
- 주아랍에미리트 대한민국 대사관
- 주한 아랍에미리트 대사관
- 대한민국의 재외공관 목록
- 아랍에미리트 주재 외국공관 목록